# Raymond Pech
Raymond Jean Pech est un compositeur français, né à Valenciennes le 4 février 1876 et mort à Paris le 3 juillet 1952

## Biographie
Il fait ses études au conservatoire de Lille puis au Conservatoire de Paris.
Il participe à trois reprises au prix de Rome, où il est deuxième second grand prix avec la cantate Alyssa en 1903, et premier prix avec la cantate Medora en 1904, sur un texte d'Édouard Adenis.
Il séjourne à la Villa Médicis à Rome en 1904, il quitte celle-ci afin de se marier en 1905.
Dans les années 1930, il a notamment été le professeur de musique d'Henri Betti, Louiguy et Pierre Nerini en classe d'harmonie du Conservatoire de Paris.

## Publications
- 80 leçons d’harmonie, Ménestrel